# Lijst van presidenten van de Algemene Rekenkamer
De president van de Algemene Rekenkamer staat aan het hoofd van de Algemene Rekenkamer in Nederland. Sinds 1841 hebben de volgende personen deze functie vervuld:
| Begindatum       | Einddatum        | President                                                        |
| ---------------- | ---------------- | ---------------------------------------------------------------- |
| 1 december 1841  | 31 juli 1851     | Anne Regnerus de Wendt                                           |
| 1 november 1851  | 1 oktober 1868   | Marius Bennedinus Helenus Wilhelmus Gevers van Kethel en Spaland |
| 22 oktober 1868  | 10 oktober 1879  | Otto Willem Hora Siccama                                         |
| 1 januari 1880   | 3 juli 1881      | Theodoor Willem baron van Zuylen van Nievelt                     |
| 20 oktober 1881  | 22 januari 1892  | Eugènius Arnoldus Anna Josephus de Roy van Zuydewijn             |
| 1 april 1892     | 16 december 1901 | Egbert Willem Justinus baron Six van Oterleek                    |
| 1 april 1902     | 11 november 1904 | Cornelis Marinus van Vliet                                       |
| 23 januari 1905  | 1 juli 1908      | Sebastiaan Mattheus Siegismunt de Savornin Lohman                |
| 1 juli 1908      | 26 april 1911    | Jules Laurant le Bron de Vexela                                  |
| 19 juni 1911     | 1 juli 1920      | Theodoor Philip baron Mackay                                     |
| 1 juli 1920      | 1 oktober 1928   | Jacob Hendrik van Reenen                                         |
| 8 oktober 1928   | 27 juli 1934     | Gerard Carel baron van Asbeck                                    |
| 1 februari 1934  | 1 januari 1945   | Rudolph Zuyderhoff                                               |
| 2 januari 1946   | 1 januari 1953   | Theodorus Sanders                                                |
| 16 mei 1953      | 1 januari 1956   | Marius de Bloeme                                                 |
| 1 maart 1956     | 11 april 1956    | Derk Johan Gerritsen                                             |
| 27 november 1956 | 1 januari 1965   | Lubbertus Götzen                                                 |
| 4 januari 1965   | 1 januari 1968   | Charles Jean Marie Hens                                          |
| 1 februari 1968  | 1 oktober 1984   | Harry Peschar                                                    |
| 29 oktober 1984  | 1 november 1991  | Frans Kordes                                                     |
| 1 november 1991  | 1 april 1999     | Henk Koning                                                      |
| 1 mei 1999       | 31 mei 2015      | Saskia Stuiveling                                                |
| 15 oktober 2015  | 1 januari 2023   | Arno Visser                                                      |
| 1 januari 2023   | 31 augustus 2023 | Ewout Irrgang (waarnemend)                                       |
| 1 september 2023 |                  | Pieter Duisenberg                                                |